# Wiktoria (roślina)
Wiktoria (Victoria Lindl.) – rodzaj z rodziny grzybieniowatych (Nymphaeaceae). Obejmuje trzy gatunki roślin wodnych (w tym jeden opisany dopiero w 2022) o charakterystycznych liściach pływających, cechujących się dużymi rozmiarami i wypornością. Występują w naturze w Ameryce Południowej. Uprawiane są nierzadko w ogrodach botanicznych i palmiarniach. 
Rodzaj nazwany został na cześć Wiktorii, królowej Wielkiej Brytanii

## Morfologia
PokrójOkryte gęstymi kolcami rośliny jednoroczne i byliny. Łodyga ma postać krótkiego i grubego kłącza rosnącego na dnie zbiorników słodkowodnych. Dojrzałe liście i kwiaty na długich ogonkach i szypułkach sięgają powierzchni wody.
LiścieU młodych roślin są równowąskie i strzałkowate. U starszych są owalne do okrągłych, okazałe, pływające na powierzchni wody, o średnicy do 2 m. Od dołu są kolczaste, od góry gładkie. Brzeg liścia jest podgięty ku górze.
KwiatyWzniesione są na szypułkach nad powierzchnię wody, osiągają 40 cm średnicy. Działki są 4, bezbronne. Płatki korony są liczne, czerwone, różowe lub białe, stopniowo przechodzą w prątniczki i pręciki, których jest do 200 sztuk. Zalążnia dolna złożona z licznych, zrośniętych owocolistków. Nasiona z mięsistą osłonką.

## Systematyka
Pozycja systematyczna według Angiosperm Phylogeny Website (aktualizowany system APG IV z 2016)
Klad siostrzany dla rodzaju rozłożnia (Euryale), z którym to tworzy grupę siostrzaną z kolei dla rodzaju grzybienie (Nymphaea) w obrębie rodziny grzybieniowatych. Rodzina grzybieniowate należy do rzędu grzybieniowców (Nymphaeales), stanowiącego drugie w kolejności po amborellowatych odgałęzienie w historii rozwoju okrytonasiennych.
Pozycja w systemie Reveala (1999)
Gromada okrytonasienne (Magnoliophyta Cronquist), podgromada Magnoliophytina Frohne & U. Jensen ex Reveal, klasa Piperopsida Bartl., podklasa Nymphaeidae J.W. Walker ex Takht., nadrząd Nymphaeanae Thorne ex Reveal, rząd grzybieniowce Dumort., podrząd Nymphaeineae Engl., rodzina grzybieniowate Nymphaeaceae Salisb., plemię Victorieae Horan., rodzaj wiktoria (Victoria Lindl.).
Wykaz gatunków
- wiktoria królewska Victoria amazonica (Poepp.) Sowerby
- wiktoria parańska Victoria cruziana A. D. Orb
- Victoria boliviana Magdalena & L.T.Sm.